# 威尔士亲王剧院
威尔士亲王剧院（Prince of Wales Theatre）是英国伦敦英国伦敦的一座西区剧院，位于西敏市考文垂街，靠近莱斯特广场。剧院于1884年开张，重建于1937年，目前所有者卡梅伦·麦金塔爵士于2004年翻新，座位增至1160。
1999年4月，威尔士亲王剧院列为二级登录建筑加以保护。此剧院由国际建筑设计事务所Aedas RHWL負責設計。